# Rathaus (Haddington)

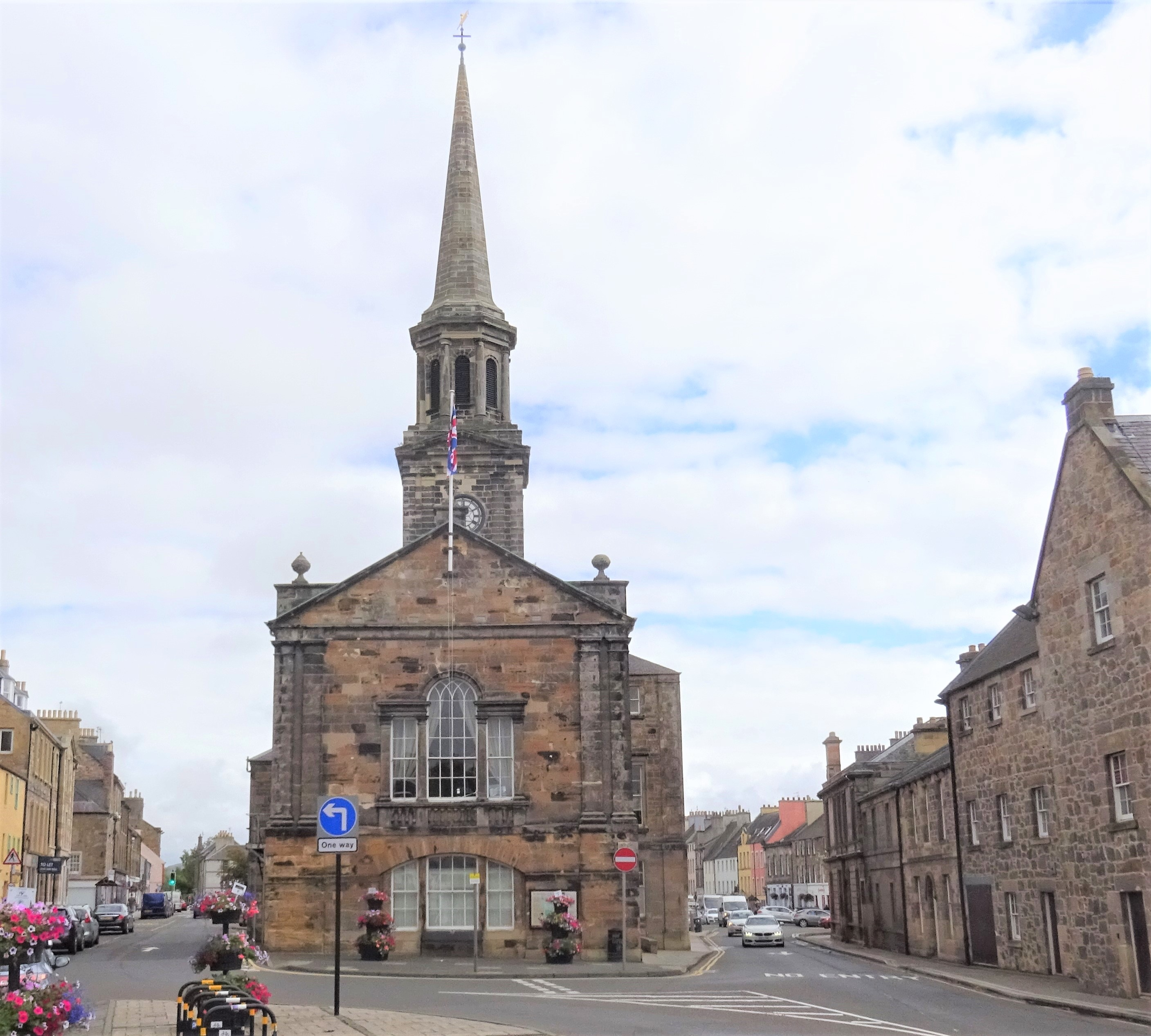
Rathaus von Haddington

Das Rathaus von Haddington befindet sich in der schottischen Stadt Haddington in der Council Area East Lothian. 1971 wurde das Bauwerk in die schottischen Denkmallisten in der höchsten Kategorie A aufgenommen.

## Beschreibung
Das Gebäude liegt direkt an der Einmündung der Market Street in die High Street im Zentrum von Haddington. Es wurde im Jahre 1748 errichtet. Für den Entwurf zeichnet der schottische Architekt William Adam verantwortlich. 1788 wurde an der Westseite ein venezianisches Fenster eingesetzt. Nach einem Entwurf von James Gillespie Graham wurde das Rathaus zu Beginn der 1830er Jahre erweitert. Aus dieser Bauphase stammt auch der markante Turm an der Ostseite.
Im Westteil des klassizistischen Bauwerks ist der Gerichtssaal untergebracht. Die Westfassade ist mit stilisiertem Dreiecksgiebel und gepaarten Blendpfeilern gestaltet. Mittig ist das im späten 18. Jahrhundert hinzugefügte venezianische Fenster eingelassen. Das Gebäude schließt mit einem schiefergedeckten Dach. Markant ist der hohe Uhrenturm an der Ostseite. In Höhe des dritten Geschosses sind allseitig Turmuhren installiert. Darüber verjüngt sich der Turm und erhält einen oktogonalen Grundriss. Er schließt mit einem spitzen Helm mit Wetterfahne.